# بیابان‌ها و درختچه‌زارهای خشک

گستره بیابان‌ها و درختچه‌زارهای خشک در زمین

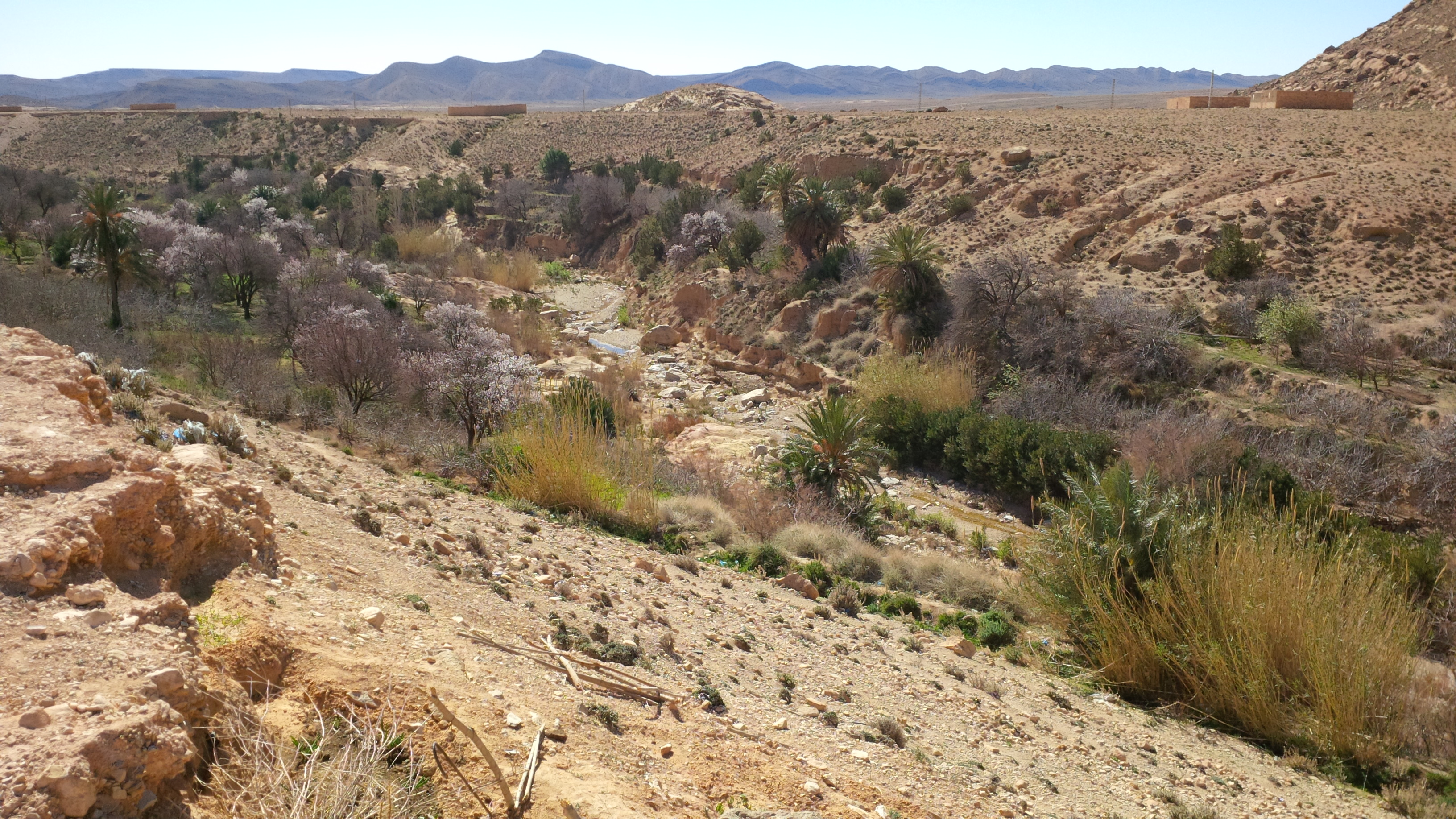
منطقه‌ای بیابانی در استان مسیله، الجزایر

بیابان‌ها و درختچه‌زارهای خشک (به انگلیسی: Deserts and xeric shrublands)، یکی از زیست‌بوم‌های کرهٔ زمین است که در اثر وجود مقدار کمی از رطوبت در این مناطق به وجود می‌آید. مناطق خشک بیابانی شامل مناطق زیستی (به انگلیسی: Ecoregion) گوناگونی هستند. بیابان‌ها و بوته‌زارها با پوشش دادن ۱۹٪ از سطح زمین، بزرگ‌ترین زیست‌بوم کرهٔ زمین را تشکیل می‌دهند. در این نواحی سالیانه ۲۵۰ میلیمتر به جز در حاشیه اطراف آن باران می‌بارد. به‌طور کلی تبخیر در این مناطق طبیعی بیش از میزان بارندگی است. دما نیز در این نواحی گوناگون است. بسیاری از بیابان‌ها، مانند صحرای بزرگ آفریقا، در طول سال گرم هستند، اما بیابان‌هایی مانند بیابان گبی در شرق آسیا وجود دارند که در زمستان کاملاً سرد هستند.
شدت دما ویژگی بیشتر بیابان‌ها است. دمای بالای روز جای خود را به شب‌های سرد می‌دهد زیرا هیچ عایقی از رطوبت و پوشش ابرها وجود ندارد. گوناگونی شرایط آب‌وهوایی، هرچند کاملاً سخت به نظر می‌رسد، اما مجموعه‌ای غنی از زیستگاه‌های طبیعی را پشتیبانی می‌کند. بسیاری از این زیستگاه‌ها ماهیتی زودگذر دارند و نشان دهندهٔ کمبود و فصلی بودن آب موجود هستند. درختچه‌ها و گیاهان ساقه‌دار چوبی ویژگی پوشش گیاهی در این مناطق هستند. مهم‌تر از همه، این گیاهان برای به حداقل رساندن اتلاف آب تکامل یافته‌اند. گوناگونی زیستی جانوران به همان اندازه سازگار و کاملاً گوناگون است.

## بیابان‌زایی
بیابانی شدن یا بیابان‌زایی نوعی از تخریب زمین است که در آن منطقه‌ای با زمین‌های تقریباً خشک، به‌طور فزاینده‌ای خشک و غیرقابل کشت می‌شود، معمولاً چنین منطقه‌ای آب، پوشش گیاهی و حیات وحش خود را از دست می‌دهد. عوامل گوناگونی مانند تغییر اقلیم و فعالیت‌های انسانی در این باره مؤثرند. بیابان‌زایی یکی از مسائل قابل ملاحظهٔ بوم‌شناسی و زیست‌محیطی در جهان است.

## ویژگی‌های مناطق خشک

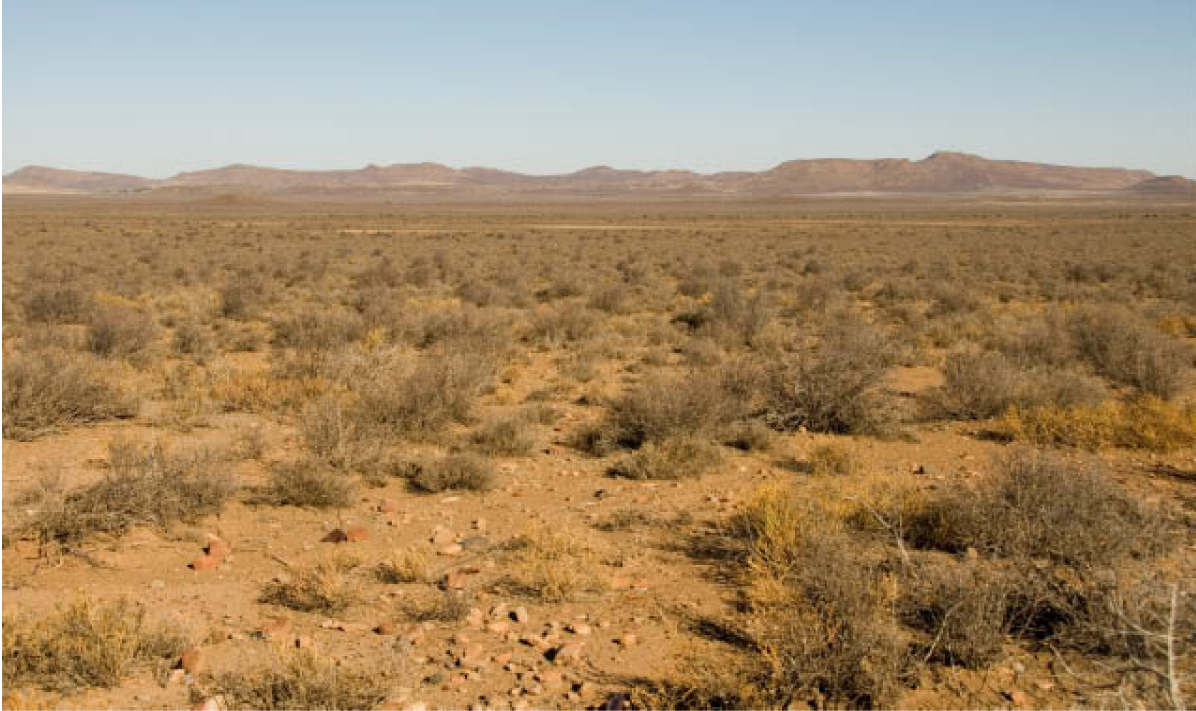
ناما کارو در آفریقای جنوبی بوته زاری است که سالانه بین ۱۰۰ تا ۵۰۰ میلی‌متر باران می‌بارد.

تعریف و مشخصات مناطق خشک در روشهای مختلف طبقه‌بندی اقلیمی تا حدودی تفاوت می‌کند. اما بنا به یک تعریف کلی، در این مناطق، تبخیر و تعرق بیشتر از نزولات جوی (جو زمین)، است. به بیان دیگر از دیدگاه آب‌شناسی در این محیط‌ها بیلان آب منفی است چرا که به واسطه درجه حرارت بالا و خشکی هوا تبخیر و تعرق از سطح خاک و گیاه از بارندگی فزونی می‌گیرد.
به دلیل کمی بارندگی، پوشش گیاهی در این مناطق فقیر و پراکنده است و حیات وحش و گیاهان بستگی نزدیکی به وجود منابع کوچک و بزرگ آب دارد بارندگیها در این مناطق بسیار نامنظم و بعضاً با شدت زیاد می‌بارد که عمدتاً به دلیل نبود پوشش گیاهی کافی و اقدامات مدیریتی آبخیز، باعث وقوع سیلابهای مخربی می‌گردد و حتی در مجاورت دریاها و مناطق مرطوب نیز وجود دارند. برآورد می‌شود که در دنیا بر ۲۹۵ میلیون هکتار بیابانهای ساحلی وجود دارد. بیابانهای ساحلی در مجاورت خلیج فارس و دریای عمان نمونه ای از آنهاست. مهم‌ترین خصوصیات مناطق خشک را می‌توان در موارد زیر خلاصه کرد:
بارندگی پراکنده و غیرقابل پیش‌بینی بوده و تغییرهای سالانه نسبت به مقدار متوسط شدید است.
مقدار متوسط تبخیر و تعرق به مراتب بیشتر از متوسط سالانه بارندگی است.
آب مهم‌ترین عامل محدود کننده رشد کشاورزی و تولید است.
تغییرات زمانی و مکانی وسیعی در مورد درجه حرارت و خشکی وجود دارد.

## تقسیم‌بندی مناطق خشک
مناطق خشک به دو زیر ناحیهٔ «خشک» و «نیمه خشک» تقسیم می‌شوند که به ترتیب به نام‌های استپ (Stepp) و بیابان (Desert) شناخته می‌شوند.
در جدول ۱ تقسیم‌بندی کلی مناطق خشک و نیمه خشک ارائه شده است. (بانک جهانی ۱۹۸۸).
ناحیه
فراخشک
خشک
نیمه خشک
نیمه مرطوب
بارش سالانه
mm
نزدیک به صفر
۱۵ –۸۰ زمستانه
۳۵۰–۲۰۰ تابستانه
۵۰۰–۲۰۰
۸۰۰–۳۰۰
۸۰۰–۵۰۰
تغییرهای سالانه درون منطقه ای
بالغ بر ۱۰۰٪
% ۱۰۰–۵۰
% ۵۰–۲۵
کمتر از ۲۵٪
نسبت P/ET
کمتر از ۰۳/۰
۲/۰–۳. /۰
۵/۰–۲/۰
۵/۰ – ۷۵ /۰
پوشش گیاهی تقریباً عاری از پوشش پراکنده و نامشخص.
استپ‌های ناپیوسته.
استپ و ساوانا.
کاربرد بالقوه اراضی.
فاقد کشت دیم و فاقد مرتع.
پرورش دام به صورت کوچ نشینی و کشاورزی صرفاً با استحصال آب.
پرورش دام کشت دیم پرورش دام و کشاورزی.
آنچنان که از جدول فوق مشخص می‌شود میزان بارندگی در نواحی خشک به کمتر از ۳۰۰ میلی‌متر در سال محدود می‌گردد و اکثراً نیز بیش از ۱۰۰ میلی‌متر نیست که در مقایسه با مقادیر تبخیر و تعرق که گاه به چندین متر می‌رسد بسیار اندک است و لزوم بهره‌گیری هر چه بیشتر از نزولات جوی و مخازن آبهای زیرزمینی و منابع آبهای سطحی را آشکار می‌سازد.
گسترش نواحی خشک و بیابانی و پیامدهای بیابان زایی در بسیاری از کشورهای منطقه و شمال آفریقا معضل عمده بر سر راه توسعه پایدار است. در جدول ۲ برآوردی از وسعت نواحی خشک و میزان بارندگی سالانه ارائه شده.
نام منطقه
کل مساحت
میزان باران
A + B
کمتر از ۱۰۰
۴۰۰–۱۰۰
شمال آفریقا
۵۷۵۱
۴۸۶۴
۶۵۳
۹۶
الجزایر
۳۷۰۵
۳۰۳۳
۵۸۹
۹۵
ایران، افغانستان، پاکستان
۳۱۰۰
۵۴۸
۲۱۳۲
۸۷
سودان
۲۶۲۵
۷۶۴
۵۰۰
۴۸
سومالی
۶۳۷
۱۷۰
۳۰۰
۷۴
درایران نیز بخش عمده از ناحیه مرکزی و جنوبی کشور تحت پوشش کویر و بیابان است که کویرهای لوت و نمک ازآن جمله اند. طبق آمارها و گزارش‌ها موجود، خطوط هم‌باران اصلی که ناحیه کویری ایران را در بر می‌گیرند. عمدتاً ۱۰۰ میلیمتر و ۱۵۰ میلیمتر هستند که البته در بعضی مناطق نظیر قسمت شمالی حوزه مرکزی این مقادیر به ۲۵ و ۵۰ میلیمتر نیز کاهش می‌یابد که نشانگر خشکی شدید منطقه است. تبخیر از سطح این حوزه‌ها نیز بسیار زیاد و به بیش از ۲۵۰۰ میلیمتر در سال بالغ می‌گردد (میانگین تبخیر سالانه در شهرستان طبس در استان خراسان حدود ۴۰۷۵ میلیمتر گزارش شده است) و از این هر گونه تولید و توسعه کشاورزی و صنعتی در این نواحی در گرو تهیه آب خواهد بود.
مقابله با گسترش خشکی و بیابانی شدن چندان ساده نیست لیکن بشر می‌تواند فعالیتهای خود را در این زمینه بر اساس چرخه آب‌شناسی Hydrological طوری تنظیم کند که مقدار مشخصی آب، بدون بروز تأثیرات نامطلوب جانبی نظیر پدیده بیابان زایی، نیازهای او را برآورد سازد.

## بوم‌ناحیه‌ها
| بوم‌ناحیه‌های بیابان‌ها و درختچه‌زارهای خشک قلمرو دیرین‌شمالگان | بوم‌ناحیه‌های بیابان‌ها و درختچه‌زارهای خشک قلمرو دیرین‌شمالگان      |
| ---------------------------------------------------------- | --------------------------------------------------------------- |
| کوه‌های نیمه بیابانی افغانستان                              | افغانستان                                                       |
| Alashan Plateau semi-desert                                | چین، مغولستان                                                   |
| بیابان عربی                                                | مصر، اسرائیل، عراق، اردن، کویت، دولت فلسطین، عربستان سعودی، یمن |
| Atlantic coastal desert                                    | موریتانی، صحرای غربی                                            |
| استپ و بیابان درختچه‌ای آذربایجان                           | جمهوری آذربایجان، گرجستان، ایران                                |
| نیمه‌بیابان بادخیز و کربیل                                  | افغانستان، ایران، تاجیکستان، ترکمنستان، ازبکستان                |
| درختزارهای خشک بلوچستان                                    | افغانستان، پاکستان                                              |
| بیابان پست‌بوم کاسپین                                       | ایران، قزاقستان، روسیه، ترکمنستان                               |
| درختزارهای خشک کوه‌های مرکزی افغانستان                      | افغانستان                                                       |
| Central Asian northern desert                              | قزاقستان، ازبکستان                                              |
| Central Asian riparian woodlands                           | قزاقستان، ترکمنستان، ازبکستان                                   |
| Central Asian southern desert                              | قزاقستان، ترکمنستان، ازبکستان                                   |
| حوضه‌های بیابانی ایران مرکزی                                | افغانستان، ایران                                                |
| Eastern Gobi desert steppe                                 | چین، مغولستان                                                   |
| Gobi Lakes Valley desert steppe                            | مغولستان                                                        |
| Great Lakes Basin desert steppe                            | مغولستان، روسیه                                                 |
| جونغارستان                                                 | چین، مغولستان                                                   |
| Kazakh semi-desert                                         | قزاقستان                                                        |
| نیمه‌بیابان کپه‌داغ                                          | ایران، ترکمنستان                                                |
| بیابان درختچه‌ای بین‌النهرین                                 | عراق، ایران، اسرائیل، اردن، سوریه                               |
| استپ و درختزارهای شمال صحرای آفریقا                        | الجزایر، مصر، لیبی، موریتانی، مراکش، تونس، صحرای غربی           |
| جنگل‌های خشک پاروپامیسوس                                    | افغانستان                                                       |
| بیابان و نیمه‌بیابان خلیج فارس                              | بحرین، کویت، عمان، قطر، عربستان سعودی، امارات متحده عربی        |
| Qaidam Basin semi-desert                                   | چین                                                             |
| Red Sea coastal desert                                     | مصر، سودان                                                      |
| بیابان و نیمه‌بیابان حاره‌ای نوبی–سندی دریای سرخ             | مصر، اردن، عمان، عربستان سعودی، یمن                             |
| بیابان ماسه‌ای ریگستان–شمال پاکستان                         | افغانستان، ایران، پاکستان                                       |
| Sahara desert                                              | الجزایر، چاد، مصر، لیبی، مالی، نیجر، سودان، صحرای غربی          |
| بیابان و نیمه‌بیابان نوبی–سندی جنوب ایران                   | ایران، عراق، پاکستان                                            |
| South Saharan steppe and woodlands                         | الجزایر، چاد، مالی، موریتانی، نیجر، سودان                       |
| تکله‌مکان                                                   | چین                                                             |
| Tibesti–Jebel Uweinat montane xeric woodlands              | چاد، مصر، لیبی، سودان                                           |
| West Saharan montane xeric woodlands                       | الجزایر، مالی، موریتانی، نیجر                                   |

| بوم‌ناحیه‌های بیابان‌ها و درختچه‌زارهای خشک قلمرو نوشمالگان | بوم‌ناحیه‌های بیابان‌ها و درختچه‌زارهای خشک قلمرو نوشمالگان |
| ------------------------------------------------------- | ------------------------------------------------------- |
| بیابان باخا کالیفرنیا                                   | مکزیک                                                   |
| Central Mexican matorral                                | مکزیک                                                   |
| بیابان چی‌واوا                                           | مکزیک، ایالات متحده آمریکا                              |
| Colorado Plateau shrublands                             | ایالات متحده آمریکا                                     |
| Columbia Plateau shrublands                             | کانادا، ایالات متحده آمریکا                             |
| بیابان گریت بیسین                                       | ایالات متحده آمریکا                                     |
| Gulf of California xeric scrub                          | مکزیک                                                   |
| Meseta Central matorral                                 | مکزیک                                                   |
| بیابان موهاوی                                           | ایالات متحده آمریکا                                     |
| Snake–Columbia shrub steppe                             | ایالات متحده آمریکا                                     |
| بیابان سونورا                                           | مکزیک، ایالات متحده آمریکا                              |
| Tamaulipan matorral                                     | مکزیک                                                   |
| Tamaulipan mezquital                                    | مکزیک، ایالات متحده آمریکا                              |
| Wyoming Basin shrub steppe                              | ایالات متحده آمریکا                                     |

| بوم‌ناحیه‌های بیابان‌ها و درختچه‌زارهای خشک قلمرو آفریقای حاره‌ای | بوم‌ناحیه‌های بیابان‌ها و درختچه‌زارهای خشک قلمرو آفریقای حاره‌ای |
| ------------------------------------------------------------ | ------------------------------------------------------------ |
| بیابان مه ساحلی شبه‌جزیره عربستان                             | عمان، عربستان سعودی، یمن                                     |
| الدبرا                                                       | سیشل                                                         |
| East Saharan montane xeric woodlands                         | چاد، سودان                                                   |
| Eritrean coastal desert                                      | جیبوتی، اریتره                                               |
| Ethiopian xeric grasslands and shrublands                    | جیبوتی، اریتره، اتیوپی، سومالی، سودان                        |
| بیابان و نیمه‌بیابان دریای عمان                               | عمان، امارات متحده عربی                                      |
| Hobyo grasslands and shrublands                              | سومالی                                                       |
| جزیره اروپا                                                  | باساس دا ایندیا، جزیره اروپا                                 |
| بیابان کالاهاری                                              | بوتسوانا، نامیبیا، آفریقای جنوبی                             |
| Kaokoveld desert                                             | آنگولا، نامیبیا                                              |
| Madagascar spiny thickets                                    | ماداگاسکار                                                   |
| Madagascar succulent woodlands                               | ماداگاسکار                                                   |
| Masai xeric grasslands and shrublands                        | اتیوپی، کنیا                                                 |
| ناما کارو                                                    | نامیبیا، آفریقای جنوبی                                       |
| بیابان نامیب                                                 | نامیبیا                                                      |
| Namibian savanna woodlands                                   | نامیبیا                                                      |
| Socotra Island xeric shrublands                              | یمن                                                          |
| Somali montane xeric woodlands                               | سومالی                                                       |
| Southwestern Arabian foothills savanna                       | عربستان سعودی، یمن                                           |
| Southwestern Arabian montane woodlands                       | عربستان سعودی، یمن                                           |
| Succulent Karoo                                              | آفریقای جنوبی                                                |

| بوم‌ناحیه‌های بیابان‌ها و درختچه‌زارهای خشک قلمرو نوحاره‌ای | بوم‌ناحیه‌های بیابان‌ها و درختچه‌زارهای خشک قلمرو نوحاره‌ای                                                                         |
| ------------------------------------------------------ | --- |
| Araya and Paria xeric scrub                            | ونزوئلا |
| Aruba–Curaçao–Bonaire cactus scrub                     | آروبا، بونیر، کوراسائو |
| بیابان آتاکاما                                         | شیلی، پرو |
| کاتینگا                                                | برزیل |
| Cayman Islands xeric scrub                             | جزایر کیمن |
| Cuban cactus scrub                                     | کوبا |
| Galápagos Islands xeric scrub                          | اکوادور |
| Guajira–Barranquilla xeric scrub                       | کلمبیا، ونزوئلا |
| La Costa xeric shrublands                              | ونزوئلا |
| Leeward Islands xeric scrub                            | آنگویلا، آنتیگوآ و باربودا، جزایر ویرجین بریتانیا، گوادلوپ، جزیره سن مارتن، سن بارتلمی، سابا، جزایر ویرجین ایالات متحده آمریکا |
| Malpelo Island xeric scrub                             | کلمبیا |
| Motagua Valley thornscrub                              | گواتمالا |
| Paraguana xeric scrub                                  | ونزوئلا |
| San Lucan xeric scrub                                  | مکزیک |
| بیابان سچورا                                           | پرو |
| Tehuacán Valley matorral                               | مکزیک |
| Windward Islands xeric scrub                           | باربادوس، دومینیکا، گرنادا، مارتینیک، سنت لوسیا، سنت وینسنت و گرنادین‌ها                                                        |
| مجمع‌الجزایر سنت پیتر و سنت پاول                        | برزیل |

| بوم‌ناحیه‌های بیابان‌ها و درختچه‌زارهای خشک قلمرو هندومالایی | بوم‌ناحیه‌های بیابان‌ها و درختچه‌زارهای خشک قلمرو هندومالایی |
| -------------------------------------------------------- | -------------------------------------------------------- |
| Deccan thorn scrub forests                               | هند، سری‌لانکا                                            |
| بیابان دره سند                                           | هند، پاکستان                                             |
| Northwestern thorn scrub forests                         | هند، پاکستان                                             |
| بیابان تار                                               | هند، پاکستان                                             |

| بوم‌ناحیه‌های بیابان‌ها و درختچه‌زارهای خشک قلمرو استرالزی | بوم‌ناحیه‌های بیابان‌ها و درختچه‌زارهای خشک قلمرو استرالزی |
| ------------------------------------------------------ | ------------------------------------------------------ |
| Carnarvon xeric shrublands                             | استرالیا                                               |
| Central Ranges xeric scrub                             | استرالیا                                               |
| بیابان گیبسون                                          | استرالیا                                               |
| Great Sandy-Tanami desert                              | استرالیا                                               |
| بیابان گریت ویکتوریا                                   | استرالیا                                               |
| دشت نولاربور                                           | استرالیا                                               |
| Pilbara shrublands                                     | استرالیا                                               |
| بیابان سیمپسون                                         | استرالیا                                               |
| Tirari–Sturt stony desert                              | استرالیا                                               |
| Western Australian mulga shrublands                    | استرالیا                                               |